# Farah
Farāh (persa فراه) és una ciutat de l'Afganistan, a l'oest del país a la vora del riu Farah i capital de la província de Farah. La seva població s'estima en 45.930 habitants (2007, eren 37.400 el 2003 i 18.797 el 1979). Està a 1738 metres sobre el nivell de la mar en un encreuament de rutes entre Herat, Kandahar i Sistan (Iran).

## Història
El seu nom derivaria del riu que antigament es deia Fradaha; és esmentada sota els nom Prophthasia, Propasta, Phra i Phrada. La ciutadella hauria estat construïda per Alexandre el Gran com a estació intermèdia entre Alexandria d'Aria (Herat) i Alexandria d'Aracòsia (Kandahar) i el seu nom seria Alexandria Proftàsia o Alexandria de Drangiana. Els geògrafs àrabs l'anomenen Farah. Sota els sassànides va ser una fortalesa, però després, en el califat i dinasties que el van succeir, ja no va tenir importància i va quedar abandonada al segle xiii amb les invasions dels mongols, quan fou saquejada per Genguis Khan.
Un comandant dels xas de Coràsmia, Taj al-Din Inaltegin al-Khwarizmí, que operava a la regió, va acabar establint una dinastia menor amb seu a Farah que es va recuperar per un temps. Va enviar una expedició contra els Ismaïlites de Shahanshahi (prop de Nih) però fou derrotat i va haver de tornar a Farah; va intentar utilitzar al historiador Juzjani com a mediador al Quhistan, però Juzjani, que volia anar a l'Índia, s'hi va negar, i el va tenir tancat 6 setmanes. La dinastia va acabar sotmesa als Kart.
Tamerlà va passar per Farah el 1383. El príncep Inaltegin, que havia ja manifestat la seva amistat a Tamerlà, però no havia fet acte de submissió formal, va sortir de la ciutat i es va dirigir al campament del conqueridor amb humilitat i clars signes de submissió.
El 29 d'octubre de 1408 Xah Rukh, acompanyat del seu nebot Rustem (ex sobirà d'Esfahan) que li havia demanat asil i se li havia concedit, va sortir d'Herat cap a Nimruz i després Isfizar i Farah, primera ciutat fora del Khurasan. El governador del districte era Xah Iskandar Nialtegin, el qual havia reforçat molt les defenses de Farah i confiava en aquesta fortalesa i en l'ajut del Sistan davant un eventual atac (injustificat) de Xah Rukh. Les dues partes disposaven de guerrers especialment valents i entrenats; Xah Rukh va ordenar l'atac i després d'un temps de combat cos a cos, els defensors es van retirar a la ciutadella que tenia quatre muralles de defensa; la ciutadella fou assetjada i els miners van començar la tasca; els combats eren diaris i van durar deu dies. Finalment els assetjats van demanar la mediació de l'amir Xah Malik. Es va acordar la rendició a canvi de no haver-hi cap càstig, cosa que Xah Rukh va complir. Xah Rukh hauria confiat el govern al propi Xah Iskandar, fill de Xah Ali que podria ser el Inaltegin abans esmentat (Xah Ali Inaltegin?).
Les ruïnes de l'antiga ciutat encara es poden veure al sud de la nova que fou construïda per Nadir Shah (que després la va saquejar). La població de la zona era persa però al segle xix fou poblada per paixtus. La moderna ciutat disposa d'un petit aeroport. La ciutat és un centre comercial i agrícola. La coalició internacional protegeix l'aeroport on arriben els productes que manquen a la província.